# Тененбаум, Мордехай
Мордехай Тененбаум (идиш מרדכי טענענבוים‎ — Мордхе Тененбойм; сентябрь 1916, Варшава — 20 августа 1943, Белосток) — языковед, один из командиров партизанского движения в Польше и Белоруссии в период немецкой оккупации во время Второй мировой войны.

## Биография
Мордехай Тененбойм родился в сентябре 1916 года в Варшавe, в семье Давида-Хаима Тененбойма (Тененбаума) и Суры-Гени Гольдман. Поступил в Варшавский университет. В 1935 году присоединился к молодёжном движению Поалей Цион «Фрайхайт». Через пять лет, в 1938 г. стал членом центрального комитета варшавского отделения Ха-Халуц.
Из Варшавы переехал в Вильнюс в начале Второй мировой войны. Принимал активное участие в движении сопротивления сионистских организаций против нацистской оккупации. Достав себе фальшивые документы на имя татарина Юсуфа Тамарова, вернулся в Варшаву весной 1942 года. Там принимал участие в издании подпольной газеты движения «Фрайхайт» (идиш: свобода). Совместно участвовал в создании еврейской боевой организации. В конце года, в ноябре был направлен в Белосток в группе (руководителем которой он был) 28 молодых активистов сионистско-социалистических движений «Дрор» и «Ха-шомер ха-цаир» для создания еврейского подполья. Его задачей было организация деятельности подпольной боевой организации в гетто. Прибывшие люди сумели создать в городе большую и сильную организацию «Тель-Хай». 15 мая 1942 года подпольная газета «Дер руф» (идиш: воззвание) опубликовала его призыв к восстанию. Находясь на территории гетто, Тененбаум создал архив и вёл дневник.
В июле 1943 года (примерно за месяц до начала восстания) произошло объединение сионистских и коммунистических молодёжных движений. Коммунисты согласились объединиться с сионистами только на время пребывания в гетто (как только восстание закончилось, их пути разошлись). Тененбойм-Тамаров был выбран командиром, его заместителем — коммунист Даниэль Мошкович. В августе 1943 года Тененбойм поднял людей на восстание в Белостокском гетто. По прошествии трёх дней отчаянных боев, израсходовав все боеприпасы, Тененбойм покончил с собой.
В 1945 году посмертно награждён орденом «Крест Грюнвальда». В 1947 году в Тель-Авиве были опубликованы уцелевшие письма Тененбойм-Тамарова «Листы из пламени». В 1948 году был опубликован дневник Тененбаума.